# Buzancy (Ardenas)
 Buzancy  es una población y comuna francesa ubicada en el noreste del país cerca de la frontera con Bélgica en la región de Champaña-Ardenas perteneciente al departamento de Ardenas, en el distrito de Vouziers. Es el chef-lieu del cantón homónimo.
Está integrada en la Communauté de communes de l'Argonne Ardennaise.

## Demografía
| 734 | 803 | 845 | 878 | 892 | 896 | 902 | 911 | lac. | lac. | 862 | 821 | 826 | 796 | 746 | 735 | 765 | 733 | 734 | 758 | 626 | 680 | 575 | 638 | 519 | 491 | 461 | 450 | 451 | 470 | 446 | 411 | 389 | 369 |
| Para los censos de 1962 a 1999 la población legal corresponde a la población sin duplicidades (Fuente: INSEE [Consultar]) |     |     |     |     |     |     |     |      |      |     |     |     |     |     |     |     |     |     |     |     |     |     |     |     |     |     |     |     |     |     |     |     |     |